# Deventer
Deventer  è un comune dei Paesi Bassi situato nella provincia di Overijssel.

## Amministrazione
Nel 2005 vi è stato aggregato il comune di Bathmen.

### Gemellaggi
- Sibiu, dal 2007[1]

## Religione
Nel XVI secolo fu sede vescovile cattolica, con la diocesi di Deventer.

## Sport
Il comune è sede della squadra di calcio Go Ahead Eagles, quattro volte campione nazionale, e del relativo impianto di gioco, lo stadio De Adelaarshorst.